# Crkva Srca Isusovog u Novakima Petrovinskima
Crkva Srca Isusovog je crkva u naselju Novaki Petrovinski koje je u sastavu grada Jastrebarsko, zaštićeno kulturno dobro.

## Opis dobra
Crkva je podignuta uz raskrižje glavne i sporednih cesta. Jednobrodna je građevina jednostavnog tlocrta s pravokutnom lađom, užim svetištem s peterokutnom apsidom te ulaznim predvorjem u prizemlju zvonika naslonjenog na središnju os glavnog pročelja. Sagrađena je 1907. g. u oblicima neogotičke sakralne arhitekture. Volumenom dominira masivni zvonik koji je prve dvije etaže pravokutnog presjeka dok je zadnja etaža osmerokutna kao i piramidalna kapa zvonika. Reprezentativni dojam zvonika stvaraju dva para stupnjevanih kontrafora s fijalama i balustradom. U crkvi je neogotički glavni oltar.

## Zaštita
Pod oznakom Z-3531 zavedena je kao nepokretno kulturno dobro - pojedinačno, pravna statusa zaštićena kulturnog dobra, klasificirano kao "sakralna graditeljska baština".